# Nowa Siągarnia
 Nowa Siągarnia – osada w Polsce położona w województwie śląskim, w powiecie pszczyńskim, w gminie Pszczyna.
W latach 1975–1998 miejscowość położona była w województwie katowickim.